# 佐坂樹
佐坂 樹（ささか みき、1998年1月31日 - ）は、日本の女子バスケットボール選手である。ポジションはセンターフォワード。埼玉県出身。Wリーグのシャンソン化粧品シャンソンVマジック所属。

## 来歴
山村学園高等学校から、白鴎大学に進学し、2019年のユニバーシアード日本代表にも選出。
2020年1月、トヨタ紡織にアーリーエントリーを経て加入。
2025年オフ、トヨタ紡織を退団。シャンソン化粧品シャンソンVマジックに移籍。

## 経歴
- 山村学園高 - 白鷗大 - トヨタ紡織 - シャンソン化粧品

## 日本代表歴
- 2014 U18アジアカップ
- 2019 ユニバーシアード